# Paracalliopiella bungei
Paracalliopiella bungei is een vlokreeftensoort uit de familie van de Calliopiidae. De wetenschappelijke naam van de soort is voor het eerst geldig gepubliceerd in 1951 door Gurjanova.